# Marija Iwanowna Schulga-Nesterenko
Marija Iwanowna Schulga-Nesterenko, geboren Schulga, (russisch Мария Ивановна Шульга-Нестеренко; * 12. Februarjul. / 24. Februar 1891greg. in Kiew; † 13. November 1964 in Moskau) war eine russische bzw. sowjetische Geologin, Paläontologin und Hochschullehrerin.

## Leben
Als Schulga noch das Kiewer Gymnasium besuchte, veröffentlichte sie bereits ihren ersten populärwissenschaftlichen Aufsatz über die Periodizität der Eiszeiten. Von 1910 bis 1915 studierte sie in Moskau in den von Wladimir Guerrier gegründeten Moskauer Höheren Kursen für Frauen (ab 1918 die 2. Moskauer Universität und seit 1930 Pädagogische Staatliche Universität Moskau) in der Naturwissenschaftlichen Abteilung der  Physikalisch-Mathematischen Fakultät. Der Leiter des Lehrstuhls für Geologie Alexander Tschernow hielt die Vorlesung über Historische Geologie. Für ihre Diplomarbeit führte sie 1916 paläontologische Untersuchungen an Objekten aus Tschernows Sammlung durch.
Während des Ersten Weltkriegs unterrichtete Schulga Geographie und Naturwissenschaft in Gymnasien in Moskau und Kiew. Nach der Oktoberrevolution wurde sie 1919 Assistentin des Lehrstuhls für Geologie der 2. Moskauer Universität und führte praktische Übungen für die Vorlesungen Tschernows und Marija Pawlowas durch. In den Jahren 1922–1930 nahm sie an den geologischen Felduntersuchungen im Polar- und Nordural teil und auch im Nordtiman in den Bezirken mit Kohle- und Erdöl-Lagerstätten. Ab 1928 widmete sie sich besonders den fossilen Moostierchen. Ab 1930 hielt sie die Paläontologie-Vorlesung am Moskauer Geologischen Prospektionsinstitut und betreute die Aspirantur.
Nach der Beendigung ihrer Lehrtätigkeit 1937 trat Schulga in das Paläontologische Institut der Akademie der Wissenschaften der UdSSR ein, das nun das Geologische Institut der Russischen Akademie der Wissenschaften ist. Ohne Verteidigung einer Dissertation wurde sie 1938 auf der Basis ihrer Untersuchungen der Unterperm-Moostierchen des Urals zur Kandidatin der geologisch-mineralogischen Wissenschaften promoviert. Mit Erfolg verteidigte sie 1940 ihre Doktor-Dissertation für die Promotion zur Doktorin der geologisch-mineralogischen Wissenschaften. Sie ging 1955 in Pension, ohne ihre wissenschaftliche Arbeit aufzugeben.
In 1. Ehe hatte Schulga in Kiew Nesterenko geheiratet, ohne Kinder zu bekommen. Sie heiratete in 2. Ehe  Alexander Tschernow.

## Ehrungen, Preise
- Leninorden (1953)[4]
- Preis der Moskauer Gesellschaft der Naturforscher (1955)[3]